# Nery Brenes
Nery Antonio Brenes Cárdenas (ur. 25 września 1985 w Limónie) – kostarykański lekkoatleta specjalizujący się w biegu na 400 metrów.
W 2004 zdobył brązowy medal mistrzostw Ameryki Środkowej i Karaibów juniorów. Bez sukcesów startował w 2005 i 2007 w mistrzostwach świata. W 2008 był czwarty podczas halowych mistrzostw świata oraz dotarł do półfinału na igrzyskach olimpijskich w Pekinie. Tuż za podium – na czwartej lokacie – ukończył mistrzostwa Ameryki Środkowej i Karaibów. W 2010 był czwarty na halowych mistrzostwach świata, zwyciężył w mistrzostwach ibero-amerykańskich i igrzyskach Ameryki Środkowej i Karaibów oraz uczestniczył w pucharze interkontynentalnym. Złoty medalista igrzysk panamerykańskich (2011) oraz halowych mistrzostw świata (2012). Odpadł w eliminacjach podczas igrzysk olimpijskich w Londynie.

## Osiągnięcia
| Rok  | Impreza                                  | Miejsce        | Konkurencja        | Lokata     | Wynik   |
| ---- | ---------------------------------------- | -------------- | ------------------ | ---------- | ------- |
| 2005 | Mistrzostwa świata                       | Helsinki       | bieg na 400 m      | eliminacje | 47,11   |
| 2007 | Mistrzostwa NACAC                        | San Salvador   | bieg na 400 m      | 3. miejsce | 46,00   |
| 2007 | Mistrzostwa świata                       | Osaka          | bieg na 400 m      | półfinał   | 45,14   |
| 2008 | Halowe mistrzostwa świata                | Walencja       | bieg na 400 m      | 4. miejsce | 46,65   |
| 2008 | Igrzyska olimpijskie                     | Pekin          | bieg na 400 m      | półfinał   | 45,94   |
| 2009 | Mistrzostwa Ameryki Środkowej i Karaibów | Hawana         | bieg na 400 m      | 4. miejsce | 45,92   |
| 2010 | Halowe mistrzostwa świata                | Doha           | bieg na 400 m      | 4. miejsce | 46,55   |
| 2010 | Mistrzostwa ibero-amerykańskie           | San Fernando   | bieg na 400 m      | 1. miejsce | 45,19   |
| 2010 | Igrzyska Ameryki Środkowej i Karaibów    | Mayagüez       | bieg na 400 m      | 1. miejsce | 45,42   |
| 2010 | Puchar interkontynentalny                | Split          | sztafeta 4 × 400 m | 1. miejsce | 2:59,00 |
| 2011 | Mistrzostwa świata                       | Daegu          | bieg na 400 m      | półfinał   | 45,47   |
| 2011 | Igrzyska panamerykańskie                 | Guadalajara    | bieg na 400 m      | 1. miejsce | 44,65   |
| 2012 | Halowe mistrzostwa świata                | Stambuł        | bieg na 400 m      | 1. miejsce | 45,11   |
| 2012 | Igrzyska olimpijskie                     | Londyn         | bieg na 400 m      | eliminacje | 45,65   |
| 2013 | Mistrzostwa Ameryki Środkowej i Karaibów | Morelia        | bieg na 400 m      | 4. miejsce | 46,22   |
| 2013 | Mistrzostwa Ameryki Środkowej i Karaibów | Morelia        | sztafeta 4 × 400 m | 6. miejsce | 3:08,77 |
| 2013 | Mistrzostwa świata                       | Moskwa         | bieg na 400 m      | półfinał   | 46,34   |
| 2014 | Halowe mistrzostwa świata                | Sopot          | bieg na 400 m      | 6. miejsce | 47,32   |
| 2014 | Mistrzostwa ibero-amerykańskie           | São Paulo      | bieg na 400 m      | 3. miejsce | 45,97   |
| 2015 | Igrzyska panamerykańskie                 | Toronto        | bieg na 400 m      | 4. miejsce | 44,85   |
| 2015 | Igrzyska panamerykańskie                 | Toronto        | sztafeta 4 × 400 m | 8. miejsce | 3:05,21 |
| 2015 | Mistrzostwa NACAC                        | San José       | bieg na 400 m      | 2. miejsce | 45,22   |
| 2015 | Mistrzostwa NACAC                        | San José       | sztafeta 4 × 400 m | 6. miejsce | 3:07,34 |
| 2015 | Mistrzostwa świata                       | Pekin          | bieg na 400 m      | półfinał   | 45,41   |
| 2016 | Halowe mistrzostwa świata                | Portland       | bieg na 400 m      | półfinał   | 46,49   |
| 2016 | Igrzyska olimpijskie                     | Rio de Janeiro | bieg na 200 m      | półfinał   | 20,33   |
| 2016 | Igrzyska olimpijskie                     | Rio de Janeiro | bieg na 400 m      | półfinał   | 45,02   |
| 2017 | Mistrzostwa świata                       | Londyn         | bieg na 400 metrów | eliminacje | DQ      |
| 2018 | Halowe mistrzostwa świata                | Birmingham     | bieg na 400 metrów | eliminacje | DQ      |

## Rekordy życiowe
- Bieg na 200 metrów – 20,20 (16 sierpnia 2016, Rio de Janeiro) rekord Kostaryki
- Bieg na 400 metrów – 44,60 (23 czerwca 2016, Madryt) rekord Kostaryki
- Bieg na 400 metrów (hala) – 45,11 (10 marca 2012, Stambuł) rekord Kostaryki

W 2015 Brenes biegł na drugiej zmianie kostarykańskiej sztafety 4 × 400 metrów, która ustanowiła aktualny rekord kraju w tej konkurencji – 3:05,11.